# St. Louis Bombers 1949-1950
La stagione 1949-50 dei St. Louis Bombers fu la 1ª e unica nella NBA per la franchigia.
I St. Louis Bombers arrivarono quinti nella Central Division con un record di 26-42, non qualificandosi per i play-off.

## Roster
| N° | Naz.                   | Ruolo | Sportivo         | Anno | Alt. | Peso |
| -- | ---------------------- | ----- | ---------------- | ---- | ---- | ---- |
| 3  | Stati Uniti (bandiera) | C     | Bill Roberts     | 1925 | 206  | 95   |
| 4  | Stati Uniti (bandiera) | AC    | Red Rocha        | 1923 | 206  | 84   |
| 5  | Stati Uniti (bandiera) | G     | D.C. Wilcutt     | 1923 | 188  | 75   |
| 6  | Stati Uniti (bandiera) | GA    | Easy Parham      | 1921 | 191  | 91   |
| 7  | Stati Uniti (bandiera) | G     | John Logan       | 1921 | 188  | 79   |
| 8  | Stati Uniti (bandiera) | G     | Don Putman       | 1922 | 185  | 77   |
| 9  | Stati Uniti (bandiera) | G     | Dermie O'Connell | 1928 | 183  | 79   |
| 9  | Stati Uniti (bandiera) | AC    | Mike Todorovich  | 1923 | 196  | 100  |
| 10 | Stati Uniti (bandiera) | GA    | Belus Smawley    | 1918 | 185  | 88   |
| 11 | Stati Uniti (bandiera) | A     | Ariel Maughan    | 1923 | 193  | 86   |
| 12 | Stati Uniti (bandiera) | A     | Johnny Orr       | 1927 | 191  | 88   |
| 14 | Stati Uniti (bandiera) | G     | Mike McCarron    | 1922 | 180  | 82   |
| 14 | Stati Uniti (bandiera) | AC    | Mac Otten        | 1925 | 201  | 100  |
| 50 | Stati Uniti (bandiera) | AC    | Ed Macauley      | 1928 | 203  | 84   |

## Staff tecnico
- Allenatore: Grady Lewis